# Truck Drivers
Truck Drivers (High-Ballin') è un film del 1978 diretto da Peter Carter.

## Trama
Stati Uniti, metà anni settanta. Il giovane motociclista Rane si guadagna da vivere facendo lo stuntman. Un giorno viene a sapere che l'amico Duke e i suoi colleghi camionisti si trovano in difficoltà a causa di una banda che colpisce gli "indipendenti" con una serie di attentati e rapine.
Rane si associa così ai camionisti per cercare, insieme a loro, di svelare l'identità del misterioso aggressore.